# Hemithea inornata
Hemithea inornata är en fjärilsart som beskrevs av Matsumura 1925. Hemithea inornata ingår i släktet Hemithea och familjen mätare. Inga underarter finns listade i Catalogue of Life.